# 富山県総合福祉会館
富山県総合福祉会館（とやまけんそうごうふくしかいかん）は、富山県富山市にある県立の会館である。愛称はサンシップとやまで、これは「新しい福祉の船出」と、この近くの舟橋から名付けられた。

## 概要
社会福祉活動の公的拠点機能と福祉活動者の養成・教育機能を併せ持つ施設として、1999年9月に竣工した。船をイメージしたガラス張りの外観が特徴的で、全日本建設技術協会より平成11年度全建賞を受賞している。1階は最大300席の可動式ホールと4階まで吹き抜けのアトリウム、2階には福祉に関する蔵書約8,000冊・DVD等約600巻を有する福祉図書館、情報コーナーや喫茶コーナーを備えた県民サロン、福祉総合相談センター、福祉用具展示室がある。4階は庭園で、5階から7階にかけては8室の研修室が設けられている。
最寄駅は徒歩2分の富山地方鉄道富山軌道線県庁前停留場で、北陸新幹線・あいの風とやま鉄道の富山駅からは徒歩15分ほどである。
2014年からはSCRAP主催の体験型ゲームイベントリアル脱出ゲーム全国ツアー富山公演の会場として富山市民プラザとともに使用されている。